# A Fishful of Dollars
A Fishful of Dollars (искажённое «Fistful of dollars», с англ. — «Пригоршня долларов») — шестой эпизод первого сезона мультсериала «Футурама». Его североамериканская премьера состоялась 27 апреля 1999 года. В роли собственной «головы в банке» в создании эпизода приняла участие Памела Андерсон.

## Содержание
Во сне Фрай видит рекламный ролик. Оказывается, в 3000 году это стало нормальным явлением — под влиянием рекламы вся команда «Межпланетного экспресса» отправляется за покупками. В супермаркете Бендер пойман на воровстве, и у героев не хватает 50 центов, чтобы заплатить за него штраф.
Фрай вспоминает, что в 1999 году на его банковском счету осталось 93 цента. За прошедшие 1000 лет они выросли до 4,3 миллиардов долларов. Фрай начинает жить, как миллионер, и одним из его приобретений становится банка анчоусов, о которых он давно мечтал (бесценный антиквариат, так как анчоусы вымерли ещё в XXIII веке). Однако Фрай не единственный, кому нужны эти консервы, — за ними охотится Мамочка, владелица компании по производству машинного масла, так как смазка, получаемая из масла анчоусов, несравнимо совершеннее, и в случае их клонирования компания Мамочки обанкротится. Чтобы заставить Фрая продать консервы, Мамочка хочет его разорить.
Чтобы узнать у Фрая PIN-код к его карточке, Мамочка инсценирует его возвращение в XX век и подсылает к нему голову Памелы Андерсон. План срабатывает, и всё, что остаётся у Фрая, — это банка анчоусов. Не зная о её потенциальной ценности, он делится деликатесной рыбой с друзьями, и её немедленно съедает Зойдберг.

## Персонажи
Список новых или периодически появляющихся персонажей сериала
- Дебют: Мамочка
- Дебют: Голова Памелы Андерсон
- Дебют: Робот-Шеф
- Дебют: Робот на пружинах
- Дебют: Учитель из сна
- Дебют: Скраффи
- Смитти и Урл
- Дебют: Уолт, Ларри и Игнар